# Constanza (República Dominicana)
Constanza es un municipio de la República Dominicana, que está situado en la provincia de La Vega.

## Toponimia
El nombre de «Constanza» tiene origen en el nombre cristiano de la hija de un cacique taíno que vivió en el siglo XVI. La raza originaria pobló antes del descubrimiento de la isla el territorio que hoy ocupa el municipio de Constanza. 

## Localización
La ciudad y el valle están emplazados en la margen dominicana de la cordillera Central, aproximadamente a unos 1.250 m s. n. m.; que le hacen ser la localidad situada a mayor altitud de la República Dominicana así como de La Española en su conjunto (situada no muy lejos del pico Duarte: el punto más alto de las Antillas Mayores).

## Geografía
Valle intermontano de origen lacustre de la cordillera Central localizado a 1.200 metros sobre el nivel del mar.
El valle de Constanza junto a los demás valles de la isla, nace en la era cenozoica en pleno período Plioceno (unos 3 millones de años atrás).

## Demografía
Tiene 59.052 habitantes. Gran parte de la población es descendiente de inmigrantes españoles, principalmente castellanos y vascos (procedentes de Burgos, Palencia y Vizcaya), húngaros, japoneses, así como en menor cantidad de árabes (Libaneses) . Los constanceños de minorías étnicas suelen vivir en colonias donde viven según las costumbres de sus ancestros. Las tres colonias más destacadas y particulares son la Colonia Española, a unos pocos metros de la entrada de la ciudad, la Colonia Húngara, al sureste, y la Colonia Japonesa, al sur en la carretera que lleva hasta Valle Nuevo y San José de Ocoa. El 40% de Constanza es de ascendencia completamente o casi completamente europea, identificada como blanca.

## Límites
Municipios limítrofes:
|                                   | Norte: Jarabacoa y La Vega                     |                             |
| Oeste: Padre Las Casas y Guayabal |                                                | Este: Bonao y Rancho Arriba |
|                                   | Sur: Guayabal, San José de Ocoa y Sabana Larga |                             |

## Distritos municipales
Está formado por los distritos municipales de:
| Nombre    | Código   |
| --------- | -------- |
| Constanza | 02130201 |
| Tireo     | 02130202 |
| La Sabina | 02130203 |

## Historia
Hasta mediados del siglo XX Constanza fue un valle escasamente poblado. La falta de caminos dificultaba su acceso, pero su aislamiento no impidió que algunas personas se interesaran en habitar la zona.
Varios exploradores conocieron el valle en tiempos virreinales, y hasta existió un colono llamado Victoriano Velano que llevó las primeras vacas y yeguas en 1750, las cuales se propagaron considerablemente, según se pudo constatar en 1783. Algo debe haberle ocurrido a estos animales en su proceso de adaptación al nuevo ambiente, pues en su geografía de la isla de Santo Domingo, publicada en 1915, Cayetano Armado Rodríguez reportó que en el valle de Constanza se cría una raza enana de ganado vacuno y caballar, casi del tamaño de una cabra.
En 1852, el explorador y cónsul británico sir Robert Hermann Schomburgk menciona la existencia de solo una granja habitada en el valle de Constanza. Veinte años más tarde, en 1871, el geólogo norteamericano William Gabb encontró 12 bohíos. En 1887, el Barón de Eggers visitó la Cordillera Central y encontró 100 vecinos habitando 30 bohíos diseminados en el valle de Constanza. La villa de Constanza fue fundada oficialmente en 1894, y en el 9 de septiembre de 1907 fue incorporada como municipio dentro de la provincia de La Vega.
El 14 de junio de 1959 aterrizó una avioneta con un grupo de expedicionarios, formado por rebeldes que estaban en contra de la dictadura trujillista, con el propósito de derrocar a Trujillo. Las guerrillas pelearon en las montañas circundantes y en dos meses fueron aplastados totalmente por el Ejército, poniendo así fin a su rebelión.

## Clima
Constanza es conocida por ser la ciudad más fría de La Española y de todo el Caribe en su conjunto. Su clima es templado subhúmedo (Clasificación climática de Köppen Cwb), con temperaturas frescas y lluvias durante todo el año.
Los factores principales que inciden en esto son la altitud y la situación geográfica. La ciudad de Constanza se ubica a una altura que varía entre los 1150 y los 1250 metros sobre el nivel de mar, en un valle intramontano ubicado entre dos macizos dentro de la cordillera Central, mientras que en todo el municipio la altura varía entre los 1000 metros y los casi 2900 metros del Pico Alto de Bandera 

La temperatura promedio anual de la ciudad es de 18.4 °C, con una oscilación térmica de apenas 3.5 °C entre el mes más frío y el mes más cálido: la media de enero es de 16.3 °C y la de agosto es de 19.8 °C.
Durante la mayor parte del año la temperatura se mantiene templada o cálida durante la tarde, y muy fresca durante la madrugada; fluctúan entre 12 °C y 27 °C.
Las lluvias ocurren mayormente entre julio y octubre con un promedio de 60 mm mensuales.
Durante el invierno, la temperatura es fría por la noche y agradable durante el día, con una horquilla entre los 8 °C y 24 °C. Las lluvias tienden cada vez a ser más escasas durante el invierno, que de continuar haría cambiar su tipo de clima a uno chino. Fuera del valle de Constanza, es normal que durante el invierno la temperatura nocturna baje de los 0 °C, que favorecen las heladas,. No obstante, las nevadas son muy poco habituales.
En zonas más elevadas, la temperatura de la tarde es fresca en invierno y agradable en verano, mientras que la de la madrugada y la mañana es muy fría con heladas ocasionales en invierno y fría en verano.
El récord de temperatura máxima es de 32.5 °C (90.5 °F), mientras que la marca de temperatura mínima es de −1 °C (30 °F), mientras que dentro del municipio, la más baja registrada oficialmente ha sido de −11.5 °C (25.7 °F) en Valle Nuevo, aunque extraoficialmente se ha registrado hasta -12 y -13 °C (hasta 15.8 °F).
| Parámetros climáticos promedio de Constanza (1971-2000)                                                         | Parámetros climáticos promedio de Constanza (1971-2000) | Parámetros climáticos promedio de Constanza (1971-2000) | Parámetros climáticos promedio de Constanza (1971-2000) | Parámetros climáticos promedio de Constanza (1971-2000) | Parámetros climáticos promedio de Constanza (1971-2000) | Parámetros climáticos promedio de Constanza (1971-2000) | Parámetros climáticos promedio de Constanza (1971-2000) | Parámetros climáticos promedio de Constanza (1971-2000) | Parámetros climáticos promedio de Constanza (1971-2000) | Parámetros climáticos promedio de Constanza (1971-2000) | Parámetros climáticos promedio de Constanza (1971-2000) | Parámetros climáticos promedio de Constanza (1971-2000) | Parámetros climáticos promedio de Constanza (1971-2000) |
| Mes | Ene.                                                    | Feb.                                                    | Mar.                                                    | Abr.                                                    | May.                                                    | Jun.                                                    | Jul.                                                    | Ago.                                                    | Sep.                                                    | Oct.                                                    | Nov.                                                    | Dic.                                                    | Anual                                                   |
| --- | ------------------------------------------------------- | ------------------------------------------------------- | ------------------------------------------------------- | ------------------------------------------------------- | ------------------------------------------------------- | ------------------------------------------------------- | ------------------------------------------------------- | ------------------------------------------------------- | ------------------------------------------------------- | ------------------------------------------------------- | ------------------------------------------------------- | ------------------------------------------------------- | ------------------------------------------------------- |
| Temp. máx. abs. (°C)                                                                                            | 29.0                                                    | 30.0                                                    | 31.5                                                    | 29.8                                                    | 31.0                                                    | 30.5                                                    | 31.5                                                    | 31.0                                                    | 32.0                                                    | 32.5                                                    | 29.5                                                    | 28.8                                                    | 32.5                                                    |
| Temp. máx. media (°C)                                                                                           | 18                                                      | 19.8                                                    | 20.7                                                    | 22.0                                                    | 23.4                                                    | 24.1                                                    | 24.3                                                    | 25.5                                                    | 24.3                                                    | 23.8                                                    | 23.5                                                    | 22.2                                                    | 25.1                                                    |
| Temp. media (°C)                                                                                                | 16.3                                                    | 16.7                                                    | 17.7                                                    | 18.3                                                    | 19.0                                                    | 19.5                                                    | 19.7                                                    | 19.8                                                    | 19.6                                                    | 19.2                                                    | 18.1                                                    | 16.9                                                    | 18.4                                                    |
| Temp. mín. media (°C)                                                                                           | 3.4                                                     | 5.7                                                     | 7.6                                                     | 10.7                                                    | 11.7                                                    | 12.9                                                    | 13.1                                                    | 13.1                                                    | 10.9                                                    | 8.6                                                     | 6.7                                                     | 4.6                                                     | 11.8                                                    |
| Temp. mín. abs. (°C)                                                                                            | -1.0                                                    | 3.0                                                     | 0.7                                                     | 1.5                                                     | 4.0                                                     | 3.0                                                     | 4.0                                                     | 5.0                                                     | 5.0                                                     | 4.0                                                     | 3.0                                                     | 0.6                                                     | -1.0                                                    |
| Lluvias (mm) | 37.0                                                    | 36.0                                                    | 36.4                                                    | 57.8                                                    | 167.5                                                   | 96.1                                                    | 64.3                                                    | 133.4                                                   | 128.5                                                   | 101.8                                                   | 70.7                                                    | 53.0                                                    | 982.5                                                   |
| Días de lluvias (≥ 1 mm)                                                                                        | 6                                                       |                                                         |                                                         | 8                                                       | 14                                                      | 9                                                       | 7                                                       | 10                                                      | 11                                                      |                                                         |                                                         |                                                         | 65                                                      |
| Fuente: 1. National Bureau of Meteorology (ONAMET) 2. Acqweather.com 3. National Bureau of Meteorology (ONAMET) |                                                         |                                                         |                                                         |                                                         |                                                         |                                                         |                                                         |                                                         |                                                         |                                                         |                                                         |                                                         |                                                         |

## Turismo
El valle es visitado por turistas que gustan de las aventuras e interesados por su gran variedad de paisajes montañosos, también para ver su flora y su fauna. La ciudad es conocida como «la Suiza del Caribe».[cita requerida]

## Naturaleza
Constanza cuenta con las más importantes reservas naturales del país: Valle Nuevo y Ébano Verde. Estas tienen un papel importante como aporte a la Biodiversidad de todo el país, encontrándose aquí diversas variedades de plantas únicas en el mundo. 

## Economía
Posee una alta producción de hortalizas, flores, ajo, papas, fresas y otros cultivos de clima templado. El clima benigno que posee, le permite a Constanza producir el 4 % del PIB nacional, (la provincia La Vega produce el 7,8 % del PIB nacional, esto quiere decir que Constanza produce más de la mitad del PIB provincial) lo que la convierte en la 3ª ciudad de mayor PIB de la economía dominicana, después del Gran Santo Domingo y Santiago de los Caballeros —(algo muy notable tomando en cuenta que solo compone el 0,6252 % de la población dominicana —; y en el municipio más rico del país por ingreso per cápita: 
- PIB nominal per cápita: US$ 37 100.
- PIB real per cápita:       US$ 61 772.

No obstante, presenta también la peor disparidad de riqueza del país, además de altos índices de pobreza.
Constanza es una de las zonas agrícolas más importantes del país, destacándose en la producción de vegetales, fresas y flores, gracias a su clima templado y fértil valle.

## Ver
- Jarabacoa
- Pisos térmicos